# Gianni D'Elia
(G. D'Elia, Le droit de s'en aller (Italia, frammento orfico))
Gianni D'Elia (Pesaro, 1953) è un poeta, scrittore, critico letterario e paroliere italiano.

## Biografia
Ha fondato e diretto la rivista Lengua (1982-1994), nata grazie al rapporto con Roberto Roversi — poeta bolognese amico di Pier Paolo Pasolini — e al lavoro comune con amici come Katia Migliori, Stefano Arduini e Attilio Lolini. Ha collaborato come critico con numerose riviste e giornali; suoi saggi sono stati pubblicati su il manifesto, Poesia, Nuovi Argomenti e L'Unità.
Gianni D'Elia ha pubblicato varie raccolte poetiche, fra cui Notte privata (Einaudi, 1993), Congedo dalla vecchia Olivetti (Einaudi, 1996), Bassa stagione (Einaudi, 2003). Nel 2005 ha pubblicato L'eresia di Pasolini. L'avanguardia della tradizione dopo Leopardi (Effigie, Milano, 2005), studio seguìto poi da Il petrolio delle stragi. Postille a L'eresia di Pasolini (Effigie, Milano, 2006).
Nel 2001 è stata pubblicata in Francia la traduzione di Congedo della vecchia Olivetti, a cura di Bernard Simeone.
Nel 1993 ha vinto il premio Carducci. Nel 2007 — assieme ad Antonio Pascale, Carlo Ginzburg e Titos Patrikios — è stato insignito del Premio Brancati.
Nel 1994 la sua poesia "Memoria" è stata posta su una lapide a Pesaro nel piazzale Falcone e Borsellino, di fronte al Monumento alla Resistenza.
Ha scritto anche i testi di alcune canzoni per Claudio Lolli, come Il grande bluff, incluso nell'album Intermittenze del cuore del 1997, Riascoltando gli zingari felici, in Dalla parte del torto, 2000 e Le rose di Pantani, in La scoperta dell'America, 2006.

## Opere

### Poesia
- Non per chi va (Savelli, 1980; Marcos y Marcos, 2000)
- Interludio (Taccuini di Barbablù, 1984)
- Febbraio (Il lavoro editoriale, 1985)
- Città d'inverno e di mare (Campanotto, 1986)
- Segreta (Einaudi, 1989)
- La delusione (Edizioni L'Obliquo, 1991)
- Notte privata (Einaudi, 1993)
- Congedo della vecchia Olivetti (Einaudi, 1996)
- Guerra di maggio (San Marco dei Giustiniani, 2000)
- Sulla riva dell'epoca (Einaudi, 2000)
- Bassa stagione (Einaudi, 2003)
- Coro della cometa (LietoColle, 2004)
- Trovatori (Einaudi, 2007)
- Coro dei fiori (Edizioni Banca di Teramo, 2007)
- Notre-Dame des Amis (Quaderni di Orfeo, 2007)
- Nella colonia marina (Stampa, Brunello, 2009, con immagini di Fabrizio Sclocchini)
- Quadri della Riviera (Edizioni Banca di Teramo, 2009, con immagini di Fabrizio Sclocchini)
- Fiori del mare (Quaderni di Orfeo, 2009)
- Trentennio. Versi scelti e inediti 1977-2007 (Einaudi, 2010)
- Fiori del mare (Einaudi, 2015)
- Il suon di lei (Luca Sossella Editore, 2020)
- La sorella del sogno  (Luca Sossella Editore, 2024)

### Prosa
- 1977 (Il lavoro editoriale, 1986)
- Cahier Oblomov, in 19 racconti per Rinascita, a cura di Ottavio Cecchi e Mario Spinella, Roma, Editrice l'Unità, 1987, SBN UBO0136104.
- Infernuccio itagliano (Transeuropa, 1988)
- Gli anni giovani (Transeuropa, 1995), raccolta di prose
- L'amore delle cose (Unaluna, Milano 2001), con tredici tavole originali di Oscar Piattella
- Al tempo del secondo cavaliere (Socrate, 2002), con introduzione di Alberto Sanchi
- Gianni D'Elia, Antonio Tabucchi e Gilberto Zorio, Brescia piazza della Loggia 28 maggio 1974-2004, Brescia, Edizioni l'Obliquo, maggio 2004, ISBN 9788888845135.
- L'eresia di Pasolini. L'avanguardia della tradizione dopo Leopardi (Effigie, 2005)
- Gianni D'Elia, Giovanni Giovanetti, Calendario Pasolini 2006, (Effigie, 2005)
- Il petrolio delle stragi. Postille a «L'eresia di Pasolini» (Effigie, 2006)
- Riscritti corsari (Effigie, 2009)

### Traduzioni
- Taccuino francese (Edizioni di Barbablù, 1990)
- I nutrimenti terrestri di Gide (Einaudi, 1994)
- Lo Spleen di Parigi di Baudelaire (Einaudi, 1997)

## Discografia
Come paroliere
- 2005 – La via del mare, con Claudio Lolli e Paolo Capodacqua (Liocorno/L'Unità)

## Premi
- 1993 – Premio Carducci[4]
- 2007 – Premio Brancati[6]